# Model EKV
El model EKV és un model matemàtic que descriu el comportament dels transistors MOS (Metal-Oxide-Semiconductor) d'efecte camp. Està pensat per a la simulació de circuits electrònics i per facilitar el disseny de circuits analògics.

## Història
Va ser desenvolupat originalment per C. C. Enz, F. Krummenacher, i E. A. Vittoz (d'aquí surt el nom EKV) devers 1995, usant com a punt de partida treballs anteriors fets durant la dècada de 1980.

 Com a contraposició a models més simples (com el model quadràtic), el model EKV és precís inclús quan el MOSFET opera en la regió subllindar (és a dir, si {\displaystyle V_{bulk}=V_{source}} aleshores el MOSFET està en la regió subllindar si {\displaystyle V_{gate-source}<V_{Threshold}}). A més, el model incorpora molts altres efectes que sorgeixen en les tecnologies de fabricació submicrònicas. Com a avantatge enfront d'altres models com el BSIM, podem citar el seu reduït nombre de paràmetres, i que permet càlculs manuals.